# فرنسیس دریک
 فرانسیس دراک (انگلیسی: Frances Drake؛ ۲۲ اکتبر ۱۹۱۲ – ۱۸ ژانویهٔ ۲۰۰۰) یک هنرپیشه اهل ایالات متحده آمریکا بود.
از فیلم‌ها یا برنامه‌های تلویزیونی که وی در آن نقش داشته است می‌توان به بی‌نوایان اشاره کرد.